# 고바야시 미사키
고바야시 미사키(일본어: 小林 海咲, 1990년 8월 21일 ~ )는 일본의 여자 축구 선수이다.

## 구단 경력
나데시코 리그의 닛테레 벨레자, 이가 FC 구노이치에서 활동했다.

## 국가대표팀 경력
그녀는 2008년 FIFA U-20 여자 월드컵에 참가할 일본 U-20 국가대표팀에 발탁되었으며. 3경기에 출전했다. 2010년 FIFA U-20 여자 월드컵에도 출전했다.